# PlayStation 2のゲームタイトル一覧 (2003年)
PlayStation 2のゲームタイトル一覧 (2003年)（プレイステーションツーのゲームタイトルいちらん (2003ねん)）では、PlayStation 2対応として2003年に発売されたゲームソフト（全453タイトル）を発売順に列記する。

## 発売ソフトの形態・変遷
『魔界戦記ディスガイア』（2003年1月30日発売）が、「史上最凶のやり込みSRPG」といううたい文句が示すように幅広いやり込み要素などが評価され、日本を代表するシミュレーションRPGの一つとなったほか、同作の登場人物プリニーは発売元である日本一ソフトウェアの看板キャラクターとなった。
キャラクターゲームにおいて、『ドラゴンボールZ』（2003年2月13日発売）は、監修元の週刊少年ジャンプ編集部の指示を受けて作り直したことで当初の予定より遅れた発売となったものの、原作漫画およびテレビアニメ版のリバイバルが起きた時期と重なったことでヒット作となり、のちにシリーズ化された。また、メディアミックス『新世紀エヴァンゲリオン』を題材とした『新世紀エヴァンゲリオン2』（2003年11月20日発売）は、制作者である芝村裕吏が過去に手掛けた『高機動幻想ガンパレード・マーチ』に近いシステムが組まれており、プレイヤーの好感度によっては一部屋に大勢のキャラクターが集まるという変わった状況が生まれたり、原作の敵キャラクターと共闘したり和解するといった、原作ではなしえない展開が評判を呼び、のちにPlayStation Portable向けに内容を強化した『新世紀エヴァンゲリオン2 造られしセカイ -another cases-』が発売された。
スポーツゲームの分野においては、日本のプロ野球からアメリカのメジャーリーグに進出した選手がいたこともあって、『MVPベースボール 2003』（2003年6月5日発売）と『MLB 2003』（2003年6月19日）とメジャーリーグを題材としたゲームが立て続けに発売されたものの、コラムニストの中溝康隆によると日本の野球ゲームファンの間での評価は微妙だったという。
2003年4月1日に大手サードパーティのスクウェアとエニックスが合併してスクウェア・エニックスとなり、合併後の第1弾として『半熟英雄 対 3D』が6月26日に発売された。以降も様々なタイトルを発売し、9月11日に発売された『ドラッグ オン ドラグーン』は、剣と魔法の世界を舞台とした悲惨な物語を特徴としており、ゲームクリエイターであるヨコオタロウの出世作となり、武器のレベルを上げるとその背景となる物語が解放される「ウェポンストーリー」というシステムはのちにヨコオ作品の定番となった。また、クリスマス商戦に投じられた『ファイナルファンタジーX-2』は、ファミ通2003年間ランキングにて1位を獲得した。
2003年6月12日には、それまで通信事業者経由でしか入手できなかった周辺機器「PlayStation BB Unit」が一般の小売店でも発売されるようになったことに加え、オンラインゲーム作品も複数公開された。また、2003年9月1日には、KDDIが以前から展開してきたマルチマッチングのブロードバンド対応版であるマルチマッチングBBが開始され、カプコンからは『アウトモデリスタ U.S.-tuned』と『バイオハザード アウトブレイク』が対応ソフトとして供給された。また、カプコンを含む「4社合同ガンダムプロジェクト」名義で『機動戦士Ζガンダム エゥーゴvs.ティターンズ』が対応ソフトとして発売された。
同名PCゲームからの移植作品である『Grand Theft Auto III』（2003年9月25日発売）は、オープンワールドというジャンルを確立させる一作となった。一方で、同作は主人公が犯罪の請負で生計を立てていることに加え、一般人に危害を加える遊び方ができるという反社会性から、日本での発売がなかなかできず、カプコンがテイクツー・インタラクティブと提携することで発売にこぎつけた。発売から2年後の2005年には同作が神奈川県において有害図書として指定され、のちにこれはCEROレーティングの改正のきっかけとなった。
SCE作品において、『SIREN』（2003年11月6日発売）は、廃村「羽生蛇村」を舞台に、「赤い水」によって「屍人」という怪物と化した住民たちから逃れつつも、「幻視」（視界ジャック）によって彼らの視界を乗っ取って冒険を進める内容であり、あるキャラクターの行動がほかのキャラクターのシナリオに影響を与えるザッピングシナリオや、クリア後も考察する余地の残るシナリオなどが評判となり、のちに続編『SIREN2』が発売されたほか、PlayStation 3向けのリメイク版『SIREN：New Translation』も発売された。
低価格の分野において、ディースリー・パブリッシャーの「SIMPLEシリーズ」の一作『THE 地球防衛軍』（2003年6月26日発売）は、地球防衛軍の一員となって迫りくる脅威に立ち向かう内容であり、派手さとやりごたえを両立したゲームプレイから、口コミで評判を得、のちに独立したシリーズとなった。
他方、日本国外においては2003年12月20日に中国でPlayStation 2が発売された。正規にローカライズされた作品のうち『ワールドサッカー ウイニングイレブン7』はPlayStation 2本体発売から1年近く後に開かれたゲームショウ第2回「China Joy」に出展された際、試遊ブースに黒山の人だかりができたとファミ通は報じている。一方、中国のPS2市場には海賊版しか無く、ゲーム業界の開発力や人材が足りないため、中国のオンラインゲームの事業者からは、パソコン向けのゲームを作るのが大変なのに、家庭用ゲーム機用ソフトを作るのはもっと大変だという意見もあった。

## 発売されたタイトル
| 発売日   | タイトル | 発売元                                                 | 備考 |
| -------- | --- | ------------------------------------------------------ | --- |
| 1月9日   | ことばのパズル もじぴったん                                                                                   | ナムコ                                                 | 同名アーケードゲームの移植版 |
| 1月9日   | 将棋ワールドチャンピオン 激指2                                                                                | 毎日コミュニケーションズ                               | |
| 1月9日   | トライアングルアゲイン                                                                                        | キキ                                                   | |
| 1月9日   | ハーディーガーディー                                                                                          | アイドス                                               | |
| 1月9日   | RALLY SHOX | エレクトロニック・アーツ・スクウェア                   | |
| 1月16日  | EVOLUTION SNOWBOARDING                                                                                        | コナミ                                                 | Evolutionシリーズの1作品で、日本では当初2003年1月6日に発売が予定されていた。 |
| 1月16日  | GetBackers-奪還屋- 奪還ダヨ!全員集合!!                                                                        | コナミ                                                 | 漫画『GetBackers 奪還屋』を原作とする横スクロールアクションゲームで、当初は2002年12月に発売される予定だった。 |
| 1月16日  | V-RALLY3 | アタリ                                                 | |
| 1月23日  | アーマード・コア3 サイレントライン                                                                            | フロム・ソフトウェア                                   | 『アーマード・コア3』の続編。 |
| 1月23日  | COOL SHOT 夕川景子のプロフェッショナルビリヤード                                                              | デジキューブ                                           | |
| 1月23日  | 爆走デコトラ伝説 〜男花道夢浪漫〜                                                                             | スパイク                                               | |
| 1月30日  | オペレーターズサイド                                                                                          | ソニー・コンピュータエンタテインメント                 | マイクを通じてプレイヤーがヒロインに指示を送る内容のゲーム。 |
| 1月30日  | 007 ナイトファイア                                                                                            | エレクトロニック・アーツ・スクウェア                   | 映画・007シリーズの世界観を用いたゲームであり、シナリオはゲームオリジナルである。なお、キャラクターの見た目は当時シリーズで主演を務めていたピアース・ブロスナンをもとにしているが、契約の都合上声は別人が当てている。 |
| 1月30日  | 突撃!アーミーマン 史上最小の作戦                                                                              | カプコン                                               | |
| 1月30日  | 信長の野望・蒼天録                                                                                            | コーエー                                               | |
| 1月30日  | My Merry May                                                                                                  | KID                                                    | |
| 1月30日  | 魔界戦記ディスガイア                                                                                          | 日本一ソフトウェア                                     | 魔界戦記ディスガイアシリーズ第1弾。 |
| 1月30日  | わくわくバレー2                                                                                               | サクセス                                               | |
| 1月30日  | デビルメイクライ2                                                                                             | カプコン                                               | 『デビルメイクライ』の続編。 |
| 2月6日   | 犬とあそぼう dogstation                                                                                       | コナミ                                                 | |
| 2月6日   | エキサイティングプロレス4                                                                                     | ユークス                                               | |
| 2月6日   | パチってちょんまげ達人2 〜CRジュラシックパーク〜                                                              | ハックベリー                                           | CR機「CR ジュラシックパークZZ」と「CR ジュラシックパーク」を収録したパチンコ実機シミュレーションゲーム。 |
| 2月6日   | モンスターバス                                                                                                | コナミ                                                 | |
| 2月6日   | US OPEN 2002 -A USTA EVENT-                                                                                   | タイトー                                               | |
| 2月13日  | ANUBIS ZONE OF THE ENDERS                                                                                     | コナミ                                                 | 『ZONE OF THE ENDERS Z.O.E』の続編。 |
| 2月13日  | ヴィーナス&ブレイブス〜魔女と女神と滅びの予言〜                                                               | ナムコ                                                 | |
| 2月13日  | ガンサバイバー4 バイオハザード HEROES NEVER DIE                                                               | カプコン                                               | |
| 2月13日  | J.LEAGUE TACTICS MANAGER                                                                                      | サミー                                                 | |
| 2月13日  | しばいみち | ソニー・コンピュータエンタテインメント                 | 同梱のマイクを用いて演技力を競うゲーム。 |
| 2月13日  | スパイダーマン                                                                                                | カプコン                                               | |
| 2月13日  | デカボイス | ソニー・コンピュータエンタテインメント                 | 音声認識機能を用いたアドベンチャーゲームで、USBマイク「ASCII USB Type HS」が同梱される限定版があるほか、ロボット犬のAIBOとも連携している。                                                                            |
| 2月13日  | ドラゴンボールZ                                                                                               | バンダイ                                               | 同名漫画およびテレビアニメのテレビゲーム化 |
| 2月13日  | プロ野球チームをつくろう!2                                                                                    | セガ                                                   | |
| 2月13日  | ロード・オブ・ザ・リング/二つの塔                                                                             | エレクトロニック・アーツ・スクウェア                   | 同名映画のゲーム化。 |
| 2月20日  | 機動戦士ガンダム ギレンの野望 ジオン独立戦争記 攻略指令書                                                     | バンダイ                                               | |
| 2月20日  | 魁!!クロマティ高校                                                                                            | デジキューブ                                           | 同名漫画のゲーム化 |
| 2月20日  | 真・女神転生III-NOCTURNE                                                                                      | アトラス                                               | 『真・女神転生』シリーズにおけるナンバリング作品第3弾。 |
| 2月20日  | Formula One 2002                                                                                              | ソニー・コンピュータエンタテインメント                 | |
| 2月20日  | PRIDE | カプコン                                               | |
| 2月20日  | 山佐Digiワールド4                                                                                             | ヤマサエンタテインメント                               | |
| 3月25日  | 経営シミュレーション ジュラシック・パーク                                                                     | コナミ                                                 | |
| 2月27日  | Iris 〜イリス〜                                                                                               | KID                                                    | |
| 2月27日  | ガーディアンエンジェル                                                                                        | データム・ポリスター                                   | |
| 2月27日  | 街道バトル 〜日光・榛名・六甲・箱根〜                                                                         | 元気                                                   | |
| 2月27日  | サクラ大戦 〜熱き血潮に〜                                                                                     | セガ                                                   | |
| 2月27日  | 真・三國無双3                                                                                                 | コーエー                                               | |
| 2月27日  | SIMPLE2000シリーズ アルティメットVol.6 ラブ★アッパー!                                                         | ディースリー・パブリッシャー                           | 裏ボクシングを題材としたゲーム。 |
| 2月27日  | スターオーシャン Till the End of Time                                                                         | エニックス                                             | 「スターオーシャン」シリーズのメインタイトル第3作 |
| 2月27日  | SLOT!PRO DX 不二子2                                                                                           | 日本テレネット                                         | |
| 2月27日  | 大正もののけ異聞録                                                                                            | ガスト                                                 | モノノケ同士の戦い「百鬼夜行」での勝利を目指してモノノケたちを育成するシミュレーションRPG。 |
| 2月27日  | タイムスプリッター 〜時空の侵略者〜                                                                           | アイドス                                               | |
| 2月27日  | 電車でGO! プロフェッショナル2                                                                                 | タイトー                                               | 初期版にはバグによりクリア困難なダイヤがある。2004年7月29日発売の廉価版では修正された。 |
| 2月27日  | バスランディング3                                                                                             | サミー                                                 | |
| 2月27日  | はっぴ〜ぶり〜でぃんぐ 〜Cheerful Party〜                                                                     | ゼロシステム                                           | |
| 2月27日  | MotoGP3 | ナムコ                                                 | |
| 2月27日  | 遊星からの物体X episodeII                                                                                     | コナミ                                                 | 映画『遊星からの物体X』の続編。 |
| 2月27日  | ポップンミュージック ベストヒッツ!                                                                            | コナミ                                                 | |
| 2月27日  | 禁断のペット シーマン(完全版)                                                                                 | ディースリー・パブリッシャー                           | |
| 3月6日   | 怪盗 スライ・クーパー                                                                                         | ソニー・コンピュータエンタテインメント                 | アライグマの義賊スライ・クーパーを主人公にしたアクションゲーム。 |
| 3月6日   | カオス レギオン                                                                                               | カプコン                                               | 複数の勢力間の戦いを描いたアクションゲーム。 |
| 3月6日   | キング オブ コロシアム（緑）〜ノア×ZERO-ONE ディスク〜                                                        | スパイク                                               | |
| 3月6日   | SAVAGE SKIES                                                                                                  | サクセス                                               | ファンタジー世界を舞台としたアクションシューティングゲーム。 |
| 3月13日  | エアロビクスレボリューション                                                                                  | コナミ                                                 | |
| 3月13日  | 永世名人7 通信将棋倶楽部                                                                                      | コナミ                                                 | |
| 3月13日  | エンジェリック・コンサート                                                                                    | サクセス                                               | |
| 3月13日  | トム・クランシーシリーズ ゴーストリコン                                                                       | ユービーアイソフト                                     | 特殊部隊の隊長となってミッションをこなすゲーム。 |
| 3月13日  | バーチャファイター4 エボリューション                                                                          | セガ                                                   | 北米と韓国では特典として『Virtua Fighter 10th anniversary』を同梱。 |
| 3月13日  | ファイナルファンタジーX-2                                                                                     | スクウェア                                             | 『ファイナルファンタジーX』の続編であり、スクウェアにとっては最後のPlayStation2用ソフト。 |
| 3月13日  | プチコプター                                                                                                  | アクアシステム                                         | |
| 3月19日  | OVER THE MONOCHROME RAINBOW featuring SHOGO HAMADA                                                            | ソニー・ミュージックエンタテインメント                 | |
| 3月20日  | アークザラッド 精霊の黄昏                                                                                     | ソニー・コンピュータエンタテインメント                 | |
| 3月20日  | 藍より青し | KID                                                    | |
| 3月20日  | NBA 2K3 | セガ                                                   | |
| 3月20日  | THE BASEBALL 2003 バトルボールパーク宣言 パーフェクトプレープロ野球                                           | コナミ                                                 | |
| 3月20日  | 実戦パチスロ必勝法! サラリーマン金太郎                                                                        | サミー                                                 | |
| 3月20日  | トゥエルブスタッグ                                                                                            | タイトー                                               | |
| 3月20日  | ニュールーマニア ポロリ青春                                                                                   | セガ                                                   | |
| 3月20日  | FEVER7 SANKYO公式パチンコシミュレーション                                                                     | インターナショナルカードシステム                       | |
| 3月20日  | ボボボーボ・ボーボボ ハジけ祭                                                                                 | ハドソン                                               | 漫画『ボボボーボ・ボーボボ』のゲーム化で、テレビアニメ版とはキャストが異なる。 |
| 3月20日  | MYST III EXILE                                                                                                | エレクトロニック・アーツ・スクウェア                   | MYSTシリーズの1作品。 |
| 3月25日  | ジュラシックパーク:オペレーション・ジェネシス                                                                 | ユニバーサルインタラクティブ                           | |
| 3月27日  | 兎-野性の闘牌- THE ARCADE                                                                                     | デジキューブ                                           | |
| 3月27日  | カットビ!!ゴルフ                                                                                              | コナミ                                                 | |
| 3月27日  | 吸血姫夕維 〜千夜抄〜                                                                                         | ジェネックス                                           | 漫画『吸血姫夕維』のゲーム化。 |
| 3月27日  | 三洋パチンコパラダイス8 〜新海物語〜                                                                          | アイレムソフトウェアエンジニアリング                   | |
| 3月27日  | SIMPLE2000シリーズVol.22 THE通勤電車運転士 〜電車でGO!3通勤編〜                                               | ディースリー・パブリッシャー                           | |
| 3月27日  | SIMPLE2000シリーズVol.23 THEパズルコレクション2000問                                                          | ディースリー・パブリッシャー                           | 3つのジャンルのパズルを合計2,000問収録。 |
| 3月27日  | SIMPLE2000シリーズVol.24 THEボウリングHYPER                                                                   | ディースリー・パブリッシャー                           | ボウリングゲーム |
| 3月27日  | 蒼天龍 THE ARCADE                                                                                             | デジキューブ                                           | 同名アーケードゲームの移植版で、当初は2003年4月1日に発売が予定されていた。 |
| 3月27日  | ソウルキャリバーII                                                                                            | ナムコ                                                 | |
| 3月27日  | 太鼓の達人 ドキッ!新曲だらけの春祭り                                                                          | ナムコ                                                 | |
| 3月27日  | 第2次スーパーロボット大戦α                                                                                    | バンプレスト                                           | |
| 3月27日  | Piaキャロットへようこそ!!3 〜round summer〜                                                                   | NECインターチャネル                                    | |
| 3月27日  | Memories Off Duet                                                                                             | KID                                                    | |
| 3月27日  | RALLY CHAMPIONSHIP                                                                                            | サクセス                                               | |
| 3月27日  | リロ・アンド・スティッチ スティッチの大冒険                                                                   | エレクトロニック・アーツ・スクウェア                   | |
| 4月3日   | ウォリアーブレード-ラスタン VS バーバリアン編-                                                                | タイトー                                               | |
| 4月3日   | 鋼鉄の咆哮2 ウォーシップガンナー                                                                              | コーエー                                               | |
| 4月3日   | 三國志VIII with パワーアップキット                                                                            | コーエー                                               | |
| 4月3日   | SIMPLE2000シリーズVol.25 THE運転免許シミュレーション                                                          | ディースリー・パブリッシャー                           | |
| 4月3日   | 熱チュー!プロ野球2003                                                                                         | ナムコ                                                 | |
| 4月10日  | カナリア 〜この想いを歌に乗せて〜                                                                             | NECインターチャネル                                    | |
| 4月10日  | Canvas 〜セピア色のモチーフ〜                                                                                 | NECインターチャネル                                    | |
| 4月10日  | 怒首領蜂 大往生                                                                                               | アリカ                                                 | 同名アーケードゲームの移植。 |
| 4月10日  | .hack//絶対包囲 Vol.4                                                                                         | バンダイ                                               | |
| 4月17日  | ギャラクシーエンジェル                                                                                        | ブロッコリー                                           | |
| 4月17日  | TBSオールスター感謝祭VOL.1 超豪華!クイズ決定版                                                                | ハドソン                                               | |
| 4月17日  | パチってちょんまげ達人3 CR P-MAN & CR柔キッズ極編                                                             | ハックベリー                                           | |
| 4月17日  | ファイナルファンタジーXI ジラートの幻影                                                                       | スクウェア・エニックス                                 | オンラインゲーム『ファイナルファンタジーXI』の拡張データディスクで、『ファイナルファンタジーXI ジラートの幻影 オールインワンパック2003』と同時発売。サービス終了済み。                                                |
| 4月24日  | AI将棋2003 | ジェネックス                                           | |
| 4月24日  | AI囲碁2003 | ジェネックス                                           | |
| 4月24日  | AI麻雀2003 | ジェネックス                                           | |
| 4月24日  | グリーングリーン 鐘ノ音ダイナミック                                                                           | WellMADE                                               | |
| 4月24日  | グリーングリーン 鐘ノ音ロマンティック                                                                         | WellMADE                                               | |
| 4月24日  | ザ・コンビニ3 〜あの町を独占せよ〜                                                                            | ハムスター                                             | |
| 4月24日  | G-taste麻雀                                                                                                   | クロスノーツ                                           | |
| 4月24日  | SIMPLE2000シリーズ アルティメットVol.7 最強!白バイキング〜SECURITY POLICE〜                                   | ディースリー・パブリッシャー                           | |
| 4月24日  | SIMPLE2000シリーズ アルティメットVol.8 激闘!迷路キング                                                        | ディースリー・パブリッシャー                           | |
| 4月24日  | SIMPLE2000シリーズVol.21 THE美少女シミュレーションRPG 〜MoonLightTale〜                                       | ディースリー・パブリッシャー                           | |
| 4月24日  | SIMPLE2000シリーズVol.26 THEピンボール×3                                                                      | ディースリー・パブリッシャー                           | |
| 4月24日  | SIMPLE2000シリーズVol.27 THEプロ野球 〜2003ペナントレース〜                                                   | ディースリー・パブリッシャー                           | |
| 4月24日  | スロッターUPマニア 超沖スロ!パイオニアスペシャル                                                              | ドラス                                                 | |
| 4月24日  | WRC II〜EXTREME〜                                                                                             | スパイク                                               | |
| 4月24日  | 天誅 参 | フロム・ソフトウェア                                   | |
| 4月24日  | DDRMAX2 Dance Dance Revolution 7th Mix                                                                        | コナミ                                                 | PS3システムソフトウェア1.31の時点ではバーチャルメモリカードに非対応。 |
| 4月24日  | -どこでもいっしょ- 私なえほん                                                                                 | ソニー・コンピュータエンタテインメント                 | |
| 4月24日  | My Merry Maybe                                                                                                | KID                                                    | |
| 4月24日  | モーショングラビアシリーズ 北川友美                                                                           | ソニー・ミュージックエンタテインメント                 | 「小学館DVDマガジン d idol 吉岡美穂『BALIAN』」の技術をもとにしたデジタル写真集。 |
| 4月24日  | モーショングラビアシリーズ 根本はるみ                                                                         | ソニー・ミュージックエンタテインメント                 | |
| 4月24日  | モーショングラビアシリーズ MEGUMI                                                                             | ソニー・ミュージックエンタテインメント                 | |
| 4月24日  | モーショングラビアシリーズ 森ひろこ                                                                           | ソニー・ミュージックエンタテインメント                 | |
| 4月24日  | ゆめりあ | ナムコ                                                 | |
| 5月1日   | NBAストリート2 ダンク天国                                                                                     | エレクトロニック・アーツ                               | |
| 5月1日   | ELYSION 〜永遠のサンクチュアリ〜                                                                              | NECインターチャネル                                    | |
| 5月1日   | 君が望む永遠 〜Rumbling hearts〜                                                                              | プリンセスソフト                                       | |
| 5月1日   | 此花3 〜偽りの影の向こうに〜                                                                                  | サクセス                                               | |
| 5月1日   | This Is Football サッカー世界戦記2003                                                                         | ソニー・コンピュータエンタテインメント                 | |
| 5月1日   | マジカルパチンコ コットン パチンコ実機シミュレーション                                                        | サクセス                                               | |
| 5月1日   | 山佐Digiワールド SP海一番R                                                                                    | ヤマサエンタテインメント                               | |
| 5月8日   | ジェネレーションオブカオスIII 〜時の封印〜                                                                    | アイディアファクトリー                                 | |
| 5月15日  | ちょびっツ 〜ちぃだけのヒト〜                                                                                 | ブロッコリー                                           | |
| 5月15日  | 2003年開幕 がんばれ球界王 いわゆるプロ野球ですね〜                                                            | アトラス                                               | |
| 5月22日  | GRAND PRIX CHALLENGE                                                                                          | アタリ                                                 | |
| 5月22日  | 必殺パチンコステーションV7 天才バカボン2                                                                      | サン電子                                               | |
| 5月22日  | Phantom -PHANTOM OF INFERNO-                                                                                  | プリンセスソフト                                       | |
| 5月22日  | マックスペイン                                                                                                | エレクトロニック・アーツ                               | マックス・ペインシリーズ第1弾。 |
| 5月22日  | ラブひな ごーじゃす 〜チラっとハプニング!!〜                                                                  | コナミ                                                 | |
| 5月29日  | ウイニングポスト5 MAXIMAM 2003                                                                                | コーエー                                               | |
| 5月29日  | Cafe Little Wish〜魔法のレシピ〜                                                                              | プリンセスソフト                                       | |
| 5月29日  | 最強 東大将棋2003                                                                                             | 毎日コミュニケーションズ                               | |
| 5月29日  | 最終兵器彼女                                                                                                  | コナミ                                                 | |
| 5月29日  | CR必殺仕事人激闘編 パチってちょんまげ達人4                                                                    | ハックベリー                                           | |
| 5月29日  | シムピープル お茶の間劇場                                                                                     | エレクトロニック・アーツ                               | PCゲーム『シムピープル』の移植版。 |
| 5月29日  | SIMPLE2000シリーズVol.28 THE 武士道 〜辻斬り一代〜                                                            | ディースリー・パブリッシャー                           | |
| 5月29日  | SIMPLE2000シリーズVol.29 THE恋愛ボードゲーム 〜青春18ラヂオ〜                                                 | ディースリー・パブリッシャー                           | |
| 5月29日  | SIMPLE2000シリーズVol.30 THEストリートバスケ 3ON3                                                             | ディースリー・パブリッシャー                           | |
| 5月29日  | 電脳戦機バーチャロン マーズ                                                                                   | セガ                                                   | 電脳戦機バーチャロンシリーズ第4作 |
| 6月5日   | MVPベースボール 2003                                                                                          | エレクトロニック・アーツ                               | メジャーリーグを題材とした野球ゲーム |
| 6月5日   | Jリーグプロサッカークラブをつくろう!3                                                                         | セガ                                                   | |
| 6月5日   | ファイヤープロレスリングZ                                                                                     | スパイク                                               | |
| 6月12日  | 不思議の国のアリス                                                                                            | グローバル・A・エンタテインメント                      | |
| 6月12日  | 信長の野望Online                                                                                              | コーエー                                               | |
| 6月12日  | みんなのGOLFオンライン                                                                                        | ソニー・コンピュータエンタテインメント                 | オンライン専用 。サービス終了済み。 |
| 6月12日  | リプルのたまご                                                                                                | ディースリー・パブリッシャー                           | |
| 6月19日  | MLB 2003 | ソニー・コンピュータエンタテインメント                 | メジャーリーグを題材とした野球ゲーム |
| 6月19日  | ENTER THE MATRIX                                                                                              | バンダイ                                               | |
| 6月19日  | 実戦パチスロ必勝法!サバンナパーク                                                                             | サミー                                                 | |
| 6月19日  | スター・ウォーズ ジャンゴ・フェット                                                                           | エレクトロニック・アーツ                               | |
| 6月19日  | 魔法のパンプキン 〜アンとグレッグの大冒険〜                                                                   | エム・ティー・オー                                     | |
| 6月19日  | メタルスラッグ3                                                                                               | SNKプレイモア                                          | |
| 6月26日  | Never7 -the end of infinity-                                                                                  | KID                                                    | |
| 6月26日  | ヴィオラートのアトリエ 〜グラムナートの錬金術士2〜                                                            | ガスト                                                 | |
| 6月26日  | 頭文字D Special Stage                                                                                         | セガ                                                   | |
| 6月26日  | 三國志戦記2                                                                                                   | コーエー                                               | |
| 6月26日  | SIMPLE2000シリーズVol.31 THE 地球防衛軍                                                                       | ディースリー・パブリッシャー                           | THE 地球防衛軍シリーズ第1作 |
| 6月26日  | SIMPLE2000シリーズVol.32 THE戦車                                                                              | ディースリー・パブリッシャー                           | |
| 6月26日  | トライアングルアゲイン2                                                                                       | キキ                                                   | |
| 6月26日  | 花火職人になろう2                                                                                             | 魔法                                                   | |
| 6月26日  | 半熟英雄対3D                                                                                                  | スクウェア・エニックス                                 | |
| 6月26日  | ファンタスティックフォーチュン2                                                                               | ジェネックス                                           | |
| 6月26日  | フィッシュアイズ3〜記憶の破片たち〜                                                                           | ビクターインタラクティブソフトウェア                   | |
| 6月26日  | フロッガー | コナミ                                                 | 同名アーケードゲームのリメイク。 |
| 6月26日  | プロ野球シミュレーション ダグアウト’03-the TURNING POINT-                                                     | デジキューブ                                           | |
| 7月3日   | 蚊2 レッツゴーハワイ                                                                                          | ソニー・コンピュータエンタテインメント                 | |
| 7月3日   | サイレントヒル3                                                                                               | コナミ                                                 | |
| 7月3日   | 勝負師伝説 哲也2 玄人頂上決戦                                                                                 | アテナ                                                 | |
| 7月3日   | ポップンミュージック8                                                                                         | コナミ                                                 | |
| 7月3日   | ロボコップ〜新たなる危機〜                                                                                    | タイタスジャパン                                       | |
| 7月10日  | スロッターUPコア 炎打!巨人の星                                                                                | ドラス                                                 | |
| 7月17日  | R-TYPE FINAL                                                                                                  | アイレムソフトウェアエンジニアリング                   | |
| 7月17日  | ヴァーチャルビュー R.C.T. エイゾープレイ                                                                      | ポニーキャニオン                                       | 視点変更が可能なタレントの実写映像を用いたインタラクティブソフト |
| 7月17日  | ヴァーチャル・ビュー 根本はるみ エイゾープレイ                                                                | ポニーキャニオン                                       | 視点変更が可能なタレントの実写映像を用いたインタラクティブソフト |
| 7月17日  | ヴァーチャル・ビュー MEGUMI エイゾープレイ                                                                    | ポニーキャニオン                                       | 視点変更が可能なタレントの実写映像を用いたインタラクティブソフト |
| 7月17日  | キノの旅 -the Beautiful World-                                                                                | メディアワークス                                       | |
| 7月17日  | F1キャリアチャレンジ                                                                                          | エレクトロニック・アーツ                               | |
| 7月17日  | 実況パワフルプロ野球10                                                                                        | コナミ                                                 | |
| 7月17日  | とらかぷっ! だーっしゅ!!                                                                                      | WellMADE                                               | |
| 7月17日  | ファーストKiss☆物語                                                                                           | ブロッコリー                                           | |
| 7月17日  | ボンバーマンランド2 ゲーム史上最大のテーマパーク                                                              | ハドソン                                               | |
| 7月17日  | マージ 〜あの時の遠い約束を〜                                                                                 | プリンセスソフト                                       | |
| 7月17日  | ロックマンX7                                                                                                  | カプコン                                               | |
| 7月24日  | EVE burst error PLUS                                                                                          | ゲームビレッジ                                         | |
| 7月24日  | 首都高バトル01                                                                                                | 元気                                                   | |
| 7月24日  | SIMPLE2000シリーズVol.33 THEジェットコースター                                                                | ディースリー・パブリッシャー                           | |
| 7月24日  | SIMPLE2000シリーズVol.34 THE恋愛ホラーアドベンチャー〜漂流少女〜                                              | ディースリー・パブリッシャー                           | |
| 7月24日  | スロッターUPコア2 豪打!ミナミの帝王                                                                           | ドラス                                                 | |
| 7月24日  | SOCOM: U.S. NAVY SEALs                                                                                        | ソニー・コンピュータエンタテインメント                 | PS2オンライン対応 |
| 7月24日  | めざましテレビ〜10th Anniversary〜きょうのわんこ                                                              | デジキューブ                                           | |
| 7月24日  | テニスの王子様 Smash Hit!                                                                                     | コナミ                                                 | |
| 7月24日  | True Love Story Summer Days, and yet...                                                                       | エンターブレイン                                       | |
| 7月24日  | 想いのかけら -Close to-                                                                                       | キッド                                                 | |
| 7月31日  | 悪代官2〜妄想伝〜                                                                                             | グローバル・A・エンタテインメント                      | |
| 7月31日  | 機動戦士ガンダムSEED                                                                                          | バンダイ                                               | |
| 7月31日  | GUILTY GEAR XX #RELOAD [The Midnight Carnival]                                                                | サミー                                                 | 同名アーケードゲームの移植版。 |
| 7月31日  | K-1 WORLD GRAND PRIX THE BEAST ATTACK!                                                                        | コナミ                                                 | |
| 7月31日  | 極落雀 PREMIUM                                                                                                | デジキューブ                                           | |
| 7月31日  | SAKURA 〜雪月華〜                                                                                             | プリンセスソフト                                       | |
| 7月31日  | SuperLite 2000テーブル 囲碁                                                                                   | サクセス                                               | |
| 7月31日  | SuperLite 2000テーブル オセロ                                                                                 | サクセス                                               | |
| 7月31日  | SuperLite 2000テーブル 将棋                                                                                   | サクセス                                               | |
| 7月31日  | SuperLite 2000テーブル 麻雀                                                                                   | サクセス                                               | |
| 7月31日  | スペースインベーダーアニバーサリー                                                                            | タイトー                                               | |
| 7月31日  | HUNGRY GHOSTS                                                                                                 | ソニー・コンピュータエンタテインメント                 | |
| 7月31日  | 魔界転生 | ディースリー・パブリッシャー                           | 同名映画のゲーム化。 |
| 7月31日  | まほろまてぃっく 萌っと≠きらきらメイドさん。                                                                  | コナミ                                                 | |
| 7月31日  | モノポリー 〜めざせっ!!大富豪人生!!〜                                                                         | トミー                                                 | |
| 8月7日   | イースI・IIエターナルストーリー                                                                               | デジキューブ                                           | デジキューブにとって最後の販売担当作品。 |
| 8月7日   | オールスター・プロレスリングIII                                                                               | スクウェア・エニックス                                 | |
| 8月7日   | ガチンコプロ野球                                                                                              | ナウプロダクション                                     | トゥーンシェードを用いた野球ゲーム |
| 8月7日   | カルディナルアーク〜混沌の封札〜                                                                              | アイディアファクトリー                                 | |
| 8月7日   | 恐怖新聞【平成版 】怪奇! 心霊ファイル                                                                         | コナミ                                                 | |
| 8月7日   | GREGORY HORROR SHOW ソウルコレクター                                                                          | カプコン                                               | テレビアニメ『GREGORY HORROR SHOW』のゲーム化。 |
| 8月7日   | サモンナイト3                                                                                                 | バンプレスト                                           | |
| 8月7日   | デッド トゥ ライツ                                                                                            | ナムコ                                                 | |
| 8月7日   | バスケリアン                                                                                                  | ジョルダン                                             | |
| 8月7日   | フリップニック                                                                                                | ソニー・コンピュータエンタテインメント                 | |
| 8月7日   | ラーゼフォン 蒼穹幻想曲                                                                                       | バンダイ                                               | |
| 8月7日   | REAL SPORTS プロ野球                                                                                          | エンターブレイン                                       | |
| 8月7日   | ワールドサッカーウイニングイレブン7                                                                           | コナミ                                                 | |
| 8月14日  | SIMPLE2000シリーズ アルティメットVol.9 爆走マンハッタン 〜ランナバウト3 neoAGE                                | ディースリー・パブリッシャー                           | |
| 8月14日  | SIMPLE2000シリーズ アルティメットVol.10 ラブ★ソングス♪アイドルがクラスメ〜ト                                  | ディースリー・パブリッシャー                           | |
| 8月14日  | モンスターファーム4                                                                                           | テクモ                                                 | |
| 8月14日  | 焼肉奉行 ボンファイア!                                                                                        | メディアエンターテイメント                             | 焼肉奉行シリーズ第2弾。 |
| 8月21日  | サイドワインダー V                                                                                            | アスミック・エースエンタテインメント                   | |
| 8月21日  | Def Jam Vendetta                                                                                              | エレクトロニック・アーツ                               | |
| 8月21日  | プロジェクト・ミネルヴァ・プロフェッショナル                                                                  | ディースリー・パブリッシャー                           | |
| 8月28日  | ウイニングポスト6                                                                                             | コーエー                                               | |
| 8月28日  | 凱歌の号砲 | コーエー                                               | |
| 8月28日  | 機甲兵団J-PHOENIX2 序章編                                                                                     | タカラ                                                 | |
| 8月28日  | 十二国記 -紅蓮の標 黄塵の路-                                                                                  | コナミ                                                 | |
| 8月28日  | 白中探険部 | タイトー                                               | コマンド総当たり型テキストアドベンチャー。 |
| 8月28日  | セガエイジス2500 Vol.1 ファンタシースター generation:1                                                        | セガ                                                   | |
| 8月28日  | セガエイジス2500 Vol.2 モナコGP                                                                               | セガ                                                   | |
| 8月28日  | セガエイジス2500 Vol.3 ファンタジーゾーン                                                                     | セガ                                                   | |
| 8月28日  | 麻雀飛龍伝説 天牌                                                                                             | 株式会社シービーシー                                   | |
| 8月28日  | 夏夢夜話 | KID                                                    | |
| 8月28日  | ビストロ・きゅーぴっと2                                                                                       | サクセス                                               | |
| 8月28日  | FEVER8 SANKYO公式パチンコシミュレーション                                                                     | インターナショナルカードシステム                       | |
| 9月4日   | 機動戦士ガンダム めぐりあい宇宙                                                                               | バンダイ                                               | 機動戦士ガンダムシリーズ関連作品。 |
| 9月4日   | THE BASEBALL2003 バトルボールパーク宣言 パーフェクトプレープロ野球 秋季号                                     | コナミ                                                 | |
| 9月11日  | アウトモデリスタ U.S.-tuned                                                                                   | カプコン                                               | マルチマッチングBB対応 |
| 9月11日  | スロッターUPマニア2 告知の極!ジャグラースペシャル                                                             | ドラス                                                 | |
| 9月11日  | 激闘プロ野球 水島新司オールスターズVSプロ野球                                                                 | セガ                                                   | |
| 9月11日  | SuperLite 2000シューティング サイヴァリア MEDIUM UNIT                                                         | サクセス                                               | |
| 9月11日  | SuperLite 2000パズル おえかきパズル                                                                           | サクセス                                               | |
| 9月11日  | ドラッグオンドラグーン                                                                                        | スクウェア・エニックス                                 | レッドドラゴンとその契約者を描いたアクションゲームで、ゲームクリエイター・ヨコオタロウの出世作でもある。 |
| 9月18日  | ウェルカム・トゥ・ユニバーサル・スタジオ・ジャパン                                                            | コナミ                                                 | |
| 9月18日  | NHK 天才ビットくん グラモンバトル                                                                             | タイトー                                               | |
| 9月18日  | サッカー監督采配シミュレーション FORMATION FINAL                                                              | コナミ                                                 | |
| 9月18日  | 少女義経伝 | WellMADE                                               | |
| 9月18日  | DEAR BOYS Fast Break!                                                                                         | コナミ                                                 | |
| 9月18日  | 魔界英雄記マキシモ マシンモンスターの野望                                                                     | カプコン                                               | 『マキシモ』の続編。 |
| 9月18日  | ヨーロピアンゲームコレクション                                                                                | ディースリー・パブリッシャー                           | |
| 9月25日  | あいかぎ 〜ぬくもりと日だまりの中で〜                                                                         | NECインターチャネル                                    | |
| 9月25日  | 石倉昇九段の囲碁講座 入門編                                                                                   | アンバランス                                           | |
| 9月25日  | Grand Theft Auto III                                                                                          | カプコン                                               | 同名PCゲームの移植版。 |
| 9月25日  | サンライズ ワールド ウォー from サンライズ英雄譚                                                              | バンダイ                                               | |
| 9月25日  | 真・三國無双3 猛将伝                                                                                          | コーエー                                               | |
| 9月25日  | SIMPLE2000シリーズ アルティメットVol.12 ストリートゴルファー                                                  | ディースリー・パブリッシャー                           | |
| 9月25日  | SIMPLE2000シリーズVol.35 THEヘリコプター                                                                      | ディースリー・パブリッシャー                           | |
| 9月25日  | 新ベストプレープロ野球                                                                                        | エンターブレイン                                       | |
| 9月25日  | セガエイジス2500 Vol.4 スペースハリアー                                                                       | 3Dエイジス                                             | |
| 9月25日  | セガエイジス2500 Vol.5 ゴールデンアックス                                                                     | 3Dエイジス                                             | |
| 9月25日  | D・N・ANGEL TV Animation Series〜紅の翼〜                                                                     | タカラ                                                 | |
| 9月25日  | TBSオールスター感謝祭2003秋 超豪華! クイズ決定版                                                              | ハドソン                                               | |
| 9月25日  | テニスの王子様SWEAT & TEARS 2                                                                                 | コナミ                                                 | |
| 9月25日  | 夏色小町 【一日千夏】                                                                                         | プリンセスソフト                                       | |
| 9月25日  | プライベートナース -まりあ-                                                                                   | データム・ポリスター                                   | |
| 9月25日  | 冒険少年クラブ画報                                                                                            | ジョルダン                                             | |
| 9月25日  | 麻雀覇王 大会バトル                                                                                           | 毎日コミュニケーションズ                               | |
| 9月25日  | メモオフみっくす                                                                                              | KID                                                    | |
| 10月2日  | エナジーエアフォース aimStrike!                                                                               | タイトー                                               | |
| 10月2日  | 実戦パチスロ必勝法! キングキャメル                                                                            | サミー                                                 | |
| 10月2日  | 天外魔境II MANJIMARU                                                                                          | ハドソン                                               | |
| 10月9日  | インタールード                                                                                                | NECインターチャネル                                    | |
| 10月9日  | きまぐれストロベリーカフェ                                                                                    | ディースリー・パブリッシャー                           | |
| 10月9日  | 侍道2 | スパイク                                               | |
| 10月9日  | SIMPLE2000シリーズVol.36 THE娘育成シミュレーション                                                            | ディースリー・パブリッシャー                           | |
| 10月9日  | SuperLite 2000シューティング サイヴァリア リビジョン                                                          | サクセス                                               | |
| 10月9日  | SuperLite 2000パズル ナンクロ                                                                                 | サクセス                                               | |
| 10月9日  | Dance Dance Revolution EXTREME                                                                                | コナミ                                                 | PS3システムソフトウェア1.31の時点ではバーチャルメモリカードに非対応。 |
| 10月16日 | 経営シミュレーション ジュラシックパーク                                                                       | コナミ                                                 | |
| 10月16日 | ChainDive | ソニー・コンピュータエンタテインメント                 | |
| 10月22日 | Train Simulator 御堂筋線                                                                                      | 音楽館                                                 | |
| 10月23日 | 石倉昇九段の囲碁講座 中級編実力5級を目指す人へ                                                                | アンバランス                                           | |
| 10月23日 | ザ・キング・オブ・ファイターズ2001                                                                            | SNKプレイモア                                          | |
| 10月23日 | シャドウタワー アビス                                                                                         | フロム・ソフトウェア                                   | 『シャドウタワー』の続編。 |
| 10月23日 | SIMPLE2000シリーズ アルティメットVol.13 狂走!単車キング喝斗美!罵離罵離伝説                                    | ディースリー・パブリッシャー                           | |
| 10月23日 | SIMPLE2000シリーズVol.37 THEシューティング ダブル紫炎龍                                                       | ディースリー・パブリッシャー                           | |
| 10月23日 | 超時空要塞マクロス                                                                                            | バンダイ                                               | |
| 10月23日 | トゥームレイダー 美しき逃亡者                                                                                 | アイドス                                               | |
| 10月23日 | NARUTO -ナルト- ナルティメットヒーロー                                                                        | バンダイ                                               | |
| 10月23日 | マーク・オブ・クリィ                                                                                          | カプコン                                               | |
| 10月23日 | 熱チュー!プロ野球2003 秋のナイター祭り                                                                        | ナムコ                                                 | |
| 10月23日 | 楽勝!パチスロ宣言                                                                                             | テクモ                                                 | |
| 10月23日 | Lost Passage 失われた一節                                                                                     | プリンセスソフト                                       | |
| 10月30日 | 北へ。〜Diamond Dust〜                                                                                        | ハドソン                                               | |
| 10月30日 | ジーワンジョッキー3 2003                                                                                      | コーエー                                               | |
| 10月30日 | 新紀幻想スペクトラルソウルズ                                                                                  | アイディアファクトリー                                 | |
| 10月30日 | SIMPLE2000シリーズVol.38 漢のためのバイブルTHE友情アドベンチャー 炎多留・魂                                   | ディースリー・パブリッシャー                           | |
| 10月30日 | D.C.P.S. 〜ダ・カーポ〜 プラスシチュエーション                                                                | 角川書店                                               | |
| 10月30日 | 太鼓の達人 あっぱれ三代目                                                                                     | ナムコ                                                 | |
| 10月30日 | 超兄貴 聖なるプロテイン伝説                                                                                   | グローバル・A・エンタテインメント                      | |
| 10月30日 | テニスの王子様 〜Kiss of Prince〜 Ice version                                                                 | コナミ                                                 | |
| 10月30日 | テニスの王子様 〜Kiss of Prince〜 Flame version                                                               | コナミ                                                 | |
| 10月30日 | てんたま -1st Sunny Side-                                                                                     | KID                                                    | |
| 10月30日 | トランスフォーマー                                                                                            | タカラ                                                 | 同名玩具のゲーム化。 |
| 10月30日 | 花火百景 | 日本アミューズメント放送                               | |
| 10月30日 | レスキューヘリ エアレンジャー2 plus                                                                           | アスク                                                 | |
| 11月6日  | EX人生ゲーム II                                                                                               | タカラ                                                 | |
| 11月6日  | 玻璃の薔薇 | カプコン                                               | タレント・松岡昌宏が主人公を演じるサイコサスペンス。 |
| 11月6日  | SIREN | ソニー・コンピュータエンタテインメント                 | SIRENシリーズ第1弾。 |
| 11月6日  | 三洋パチンコパラダイス9 〜新海おかわりっ!〜                                                                   | アイレムソフトウェアエンジニアリング                   | |
| 11月6日  | SIMPLE2000シリーズ アルティメットVol.11 ワンダバスタイル突撃!みっくす生JUICE                                  | ディースリー・パブリッシャー                           | |
| 11月6日  | SIMPLE2000シリーズVol.39 THEぼくの街づくり 街ingメーカー++                                                    | ディースリー・パブリッシャー                           | |
| 11月6日  | SIMPLE2000シリーズVol.40 THE東洋三大占術 風水・姓名判断・易占                                                 | ディースリー・パブリッシャー                           | |
| 11月6日  | SIMPLE2000本格思考シリーズVol.6 THEカード ブラックジャック・大富豪・ドローポーカー・スピード・ペー ジワンetc. | ディースリー・パブリッシャー                           | |
| 11月6日  | SuperLite 2000釣り ビッグバス バス釣り完全攻略                                                                | サクセス                                               | |
| 11月6日  | Hitman2: Silent Assassin                                                                                      | アイドス                                               | |
| 11月6日  | スーパーロボット大戦Scramble Commander                                                                        | バンプレスト                                           | |
| 11月6日  | 山佐DigiワールドSP ネオマジックパルサーXX                                                                     | ヤマサエンタテイメント                                 | |
| 11月13日 | NBA Live 2004                                                                                                 | エレクトロニック・アーツ                               | |
| 11月13日 | 高橋尚子とマラソンしようよ!                                                                                   | タイトー                                               | |
| 11月13日 | BUSIN 0 Wizardry Alternative NEO                                                                              | アトラス                                               | 『BUSIN ウィザードリィ オルタナティブ』の続編兼前日譚。 |
| 11月13日 | PRIDE GP 2003                                                                                                 | カプコン                                               | |
| 11月13日 | ラブ★スマッシュ!5 〜テニスロボの反乱〜                                                                        | ディースリー・パブリッシャー                           | |
| 11月13日 | ROCKY | サクセス                                               | |
| 11月13日 | ハリー・ポッター クィディッチ ワールドカップ                                                                  | エレクトロニック・アーツ                               | |
| 11月20日 | くまうた | ソニー・コンピュータエンタテインメント                 | 発売後、特定の動作によりメールアドレスが流出してしまうという不具合が発覚したため、発売元のソニー・コンピュータエンタテインメントから注意喚起が行われた。                                                              |
| 11月20日 | ゲッタウェイ                                                                                                  | カプコン                                               | |
| 11月20日 | 新世紀エヴァンゲリオン2                                                                                       | アルファ・システム                                     | メディアミックス『新世紀エヴァンゲリオン』の関連作品 |
| 11月20日 | SIMPLE2000シリーズVol.41 THEバレーボール                                                                      | ディースリー・パブリッシャー                           | |
| 11月20日 | ゼノサーガ エピソードI リローディッド［力への意志］                                                           | ナムコ                                                 | |
| 11月20日 | プロ野球チームをつくろう!2003                                                                                 | セガ                                                   | |
| 11月20日 | タイムクライシス3                                                                                             | ナムコ                                                 | |
| 11月20日 | デ・ジ・キャラット ファンタジー エクセレント                                                                  | ブロッコリー                                           | |
| 11月20日 | バギーグランプリ かっとび!大作戦                                                                              | クロスノーツ                                           | |
| 11月20日 | 必殺パチンコステーションV8 忍者ハットリくん                                                                   | サン電子                                               | |
| 11月20日 | モジブリボン                                                                                                  | ソニー・コンピュータエンタテインメント                 | |
| 11月27日 | R:RACING EVOLUTION                                                                                            | ナムコ                                                 | |
| 11月27日 | 一撃殺虫!!ホイホイさん                                                                                        | コナミ                                                 | |
| 11月27日 | 兎-野性の闘牌-山城麻雀編                                                                                      | サミー                                                 | |
| 11月27日 | Ever17 -the out of infinity- Premium Edition                                                                  | KID                                                    | |
| 11月27日 | 鬼武者 無頼伝                                                                                                 | カプコン                                               | |
| 11月27日 | 学園ヘヴン BOY'S LOVE SCRAMBLE!                                                                               | NECインターチャネル                                    | エリート男子校を舞台としたアドベンチャーゲーム。 |
| 11月27日 | 仮面ライダー 正義の系譜                                                                                       | バンプレスト                                           | |
| 11月27日 | カラオケレボリューション J-POPベストVol.1                                                                     | コナミ                                                 | |
| 11月27日 | カラオケレボリューション J-POPベストVol.2                                                                     | コナミ                                                 | |
| 11月27日 | カラオケレボリューション J-POPベストVol.3                                                                     | コナミ                                                 | |
| 11月27日 | カラオケレボリューション J-POPベストVol.4                                                                     | コナミ                                                 | |
| 11月27日 | カラオケレボリューション ナイトセレクション2003                                                               | コナミ                                                 | |
| 11月27日 | カラオケレボリューション Love&Ballad                                                                          | コナミ                                                 | |
| 11月27日 | キャッスルヴァニア                                                                                            | コナミ                                                 | 悪魔城ドラキュラシリーズの1作品。 |
| 11月27日 | K-1 WORLD GRAND PRIX 2003                                                                                     | コナミ                                                 | |
| 11月27日 | ゴールドX | 日本アミューズメント放送                               | |
| 11月27日 | SIMPLE2000本格思考シリーズVol.5 THE棋力検定 楽しく学べる囲碁入門                                              | ディースリー・パブリッシャー                           | |
| 11月27日 | チョロQ HG4                                                                                                   | タカラ                                                 | |
| 11月27日 | デスクリムゾンOX+                                                                                             | エコールソフトウェア                                   | |
| 11月27日 | トム・クランシーシリーズ スプリンターセル                                                                     | ユービーアイソフト                                     | |
| 11月27日 | ハドソンセレクションVOL.1 キュービックロードランナー                                                          | ハドソン                                               | |
| 11月27日 | ハドソンセレクションVOL.2 スターソルジャー                                                                    | ハドソン                                               | |
| 11月27日 | プリモプエル おしゃべりは〜とな〜                                                                             | バンダイ                                               | |
| 11月27日 | MISSING PARTS sideA the TANTEI STORIES                                                                        | フォグ                                                 | |
| 11月27日 | みんなのGOLF4                                                                                                 | ソニー・コンピュータエンタテインメント                 | 「みんなのGOLF」シリーズ第4弾。シリーズで初めて実在するゴルフコースを収録した 2007年7月31日に全国大会モード終了。 |
| 11月27日 | 零 紅い蝶 | テクモ                                                 | |
| 11月27日 | ワイルドアームズ アルターコード:エフ                                                                          | ソニー・コンピュータエンタテインメント                 | 『ワイルドアームズ』の内容強化版。 |
| 12月4日  | あしたのジョー まっ白に燃え尽きろ!                                                                            | コナミ                                                 | |
| 12月4日  | 機動戦士Ζガンダム エゥーゴvs.ティターンズ                                                                     | バンダイ                                               | マルチマッチングBB対応 |
| 12月4日  | Kunoichi -忍-                                                                                                 | セガ                                                   | |
| 12月4日  | グランツーリスモ4"プロローグ"版                                                                               | ソニー・コンピュータエンタテインメント                 | グランツーリスモ初心者に向け、『グランツーリスモ4』の一部を収録した作品。 |
| 12月4日  | SuperLite 2000パズル 数独                                                                                     | サクセス                                               | |
| 12月4日  | スロッターUPコアα 祝虎!優勝パネル!新化!巨人の星                                                               | ドラス                                                 | |
| 12月4日  | ハドソンセレクションVOL.3 PC原人                                                                              | ハドソン                                               | |
| 12月4日  | メダル・オブ・オナー ライジングサン                                                                           | エレクトロニック・アーツ                               | |
| 12月6日  | ファインディング・ニモ                                                                                        | ユークス                                               | |
| 12月11日 | カンブリアンQTS                                                                                               | グローバル・A・エンタテインメント                      | |
| 12月11日 | ゲゲゲの鬼太郎 異聞妖怪奇譚                                                                                   | コナミ                                                 | |
| 12月11日 | Jリーグウイニングイレブンタクティクス                                                                         | コナミ                                                 | |
| 12月11日 | 新世紀エヴァンゲリオン 綾波育成計画withアスカ補完計画                                                         | ブロッコリー                                           | |
| 12月11日 | SIMPLE2000シリーズ アルティメット Vol.14 闘牌!ドラマティック麻雀 天 天和通りの快男児                          | ディースリー・パブリッシャー                           | |
| 12月11日 | SIMPLE2000シリーズ アルティメット Vol.15 ラブ★ピンポン                                                        | ディースリー・パブリッシャー                           | |
| 12月11日 | ZERO PILOT 孤空の奇蹟                                                                                         | サミー                                                 | |
| 12月11日 | ダビつく3 ダービー馬をつくろう!                                                                               | セガ                                                   | |
| 12月11日 | Dance Dance Revolution Party Collection                                                                       | コナミ                                                 | |
| 12月11日 | バイオハザード アウトブレイク                                                                                 | カプコン                                               | マルチマッチングBB対応ソフト |
| 12月11日 | 桃太郎電鉄12 西日本編もありまっせー!                                                                          | ハドソン                                               | |
| 12月11日 | ラチェット&クランク2 ガガガ!銀河のコマンドーっす                                                              | ソニー・コンピュータエンタテインメント                 | |
| 12月11日 | ONE PIECE グランドバトル! 3                                                                                   | バンダイ                                               | 『ONE PIECE グランドバトル!』シリーズ第3弾。 |
| 12月18日 | Wind -a breath of heart-                                                                                      | アルケミスト                                           | |
| 12月18日 | SSX3 | エレクトロニック・アーツ                               | |
| 12月18日 | おとなのギャル雀〜きみにハネ満!〜                                                                             | パシフィック・センチュリー・サイバーワークス・ジャパン | |
| 12月18日 | ガチャろく2                                                                                                   | ソニー・コンピュータエンタテインメント                 | |
| 12月18日 | 彼女の伝説、僕の石版。                                                                                        | ディースリー・パブリッシャー                           | |
| 12月18日 | 仮面ライダー555                                                                                               | バンダイ                                               | |
| 12月18日 | カラオケレボリューション アニメソングコレクション                                                             | コナミ                                                 | |
| 12月18日 | カラオケレボリューション J-POPベストvol.5                                                                     | コナミ                                                 | |
| 12月18日 | カラオケレボリューション J-POPベストvol.6                                                                     | コナミ                                                 | |
| 12月18日 | カラオケレボリューション J-POPベストvol.7                                                                     | コナミ                                                 | |
| 12月18日 | カラオケレボリューション J-POPベストvol.8                                                                     | コナミ                                                 | |
| 12月18日 | カラオケレボリューション Snow & Party                                                                         | コナミ                                                 | |
| 12月18日 | グローランサーIV                                                                                              | アトラス                                               | |
| 12月18日 | ケロケロキング スーパーデラックス                                                                             | バンダイ                                               | |
| 12月18日 | 極 麻雀 DXII The 4th MONDO21Cup Competition                                                                   | アテナ                                                 | |
| 12月18日 | コンフリクト デルタ 湾岸戦争1991                                                                              | カプコン                                               | |
| 12月18日 | 実況パワフルプロ野球10超決定版 2003メモリアル                                                                 | コナミ                                                 | |
| 12月18日 | 新世紀GPXサイバーフォーミュラ The Road To THE INFINITY                                                        | サンライズインタラクティブ                             | |
| 12月18日 | SIMPLE2000シリーズ Vol.42 異種格闘技                                                                          | ディースリー・パブリッシャー                           | |
| 12月18日 | SUPER TRUCKS                                                                                                  | サクセス                                               | |
| 12月18日 | SuperLite 2000パズル テトリス KIWAMEMICHI                                                                     | サクセス                                               | |
| 12月18日 | スロッターUPマニア3 伝説復活!ニューペガサススペシャル                                                         | ドラス                                                 | |
| 12月18日 | セガエイジス2500 Vol.7 コラムス                                                                               | 3Dエイジス                                             | |
| 12月18日 | 太鼓の達人 わくわくアニメ祭り                                                                                 | ナムコ                                                 | |
| 12月18日 | 探偵学園Q 奇翁館の殺意                                                                                        | コナミ                                                 | |
| 12月18日 | テニスの王子様 Smash Hit!2                                                                                    | コナミ                                                 | |
| 12月18日 | ドリームミックスTV ワールドファイターズ                                                                       | ハドソン                                               | |
| 12月18日 | Train Simulator+電車でGO! 東京急行編                                                                          | 音楽館                                                 | |
| 12月18日 | 信長の野望・蒼天録 with パワーアップキット                                                                    | コーエー                                               | |
| 12月18日 | ハイパーストリートファイターII アニバーサリーエディション                                                     | カプコン                                               | 『ストリートファイターII』15周年記念作品で、『スーパーストリートファイターIIX』のシステムがもとになっている。 |
| 12月18日 | ハドソンセレクションVOL.4 高橋名人の冒険島                                                                    | ハドソン                                               | |
| 12月18日 | FRONT MISSION4                                                                                                | スクウェア・エニックス                                 | |
| 12月18日 | グローランサーコレクション                                                                                    | アトラス                                               | |
| 12月20日 | 三國志IX | コーエー                                               | |
| 12月25日 | ウィザードリィ エンパイアIII 覇王の系譜                                                                       | スターフィッシュ                                       | |
| 12月25日 | SNK VS. CAPCOM SVC CHAOS                                                                                      | SNKプレイモア                                          | |
| 12月25日 | 実戦パチスロ必勝法! Sammy Collection2                                                                         | サミー                                                 | |
| 12月25日 | すいすい Sweet あまい恋のみつけ方                                                                             | スターフィッシュ                                       | |
| 12月25日 | スパイフィクション                                                                                            | サミー                                                 | |
| 12月25日 | D→A:BLACK | トンキンハウス                                         | |
| 12月25日 | ニード・フォー・スピード アンダーグラウンド                                                                   | エレクトロニック・アーツ                               | |
| 12月25日 | 鋼の錬金術師 翔べない天使                                                                                     | スクウェア・エニックス                                 | |
| 12月25日 | バトルギア3                                                                                                   | タイトー                                               | |
| 12月25日 | FEVER9 SANKYO公式パチンコシミュレーション                                                                     | インターナショナルカードシステム                       | |
| 12月25日 | 武刃街 | タイトー                                               | |
| 12月25日 | ようこそ ひつじ村                                                                                             | サクセス                                               | |
| 12月30日 | ソニック ヒーローズ                                                                                           | セガ                                                   | ソニックシリーズの1作品であり、3人1組のチームによるアクションゲームである。 |